# Vanemuine

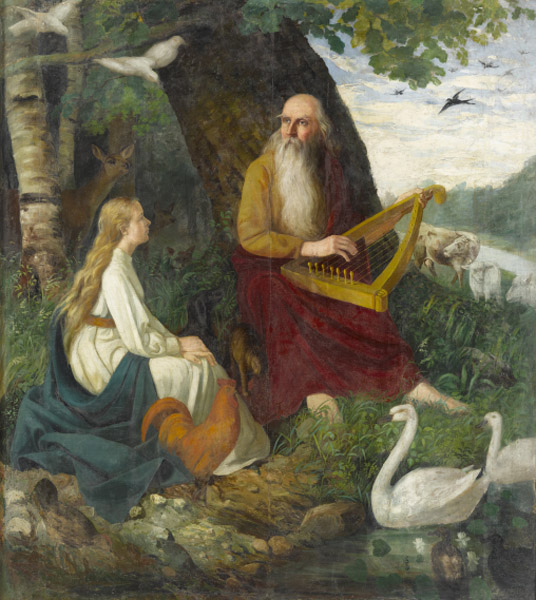
Vanemuine (Tõnis Grenzstein)

Vanemuine ist eine wichtige Figur der estnischen Mythologie. Er ist das kunstmythologische Hauptsymbol der Musik und des Gesangs.

## Ursprung
Der Gott Vanemuine ist ein Produkt der nationalromantischen Kunstmythologie des 19. Jahrhunderts. Er wurde von den estnischen Folkloristen und Sprachforschern Friedrich Robert Faehlmann und Friedrich Reinhold Kreutzwald aus älteren Texten popularisiert. Vor allem durch das von beiden gestaltete estnische Nationalepos Kalevipoeg wurde er bekannt. Der Anfangsvers des Epos, "Leihe mir die Harfe, Vanemuine", ist jedem Esten geläufig.
Vanemuine ähnelt dem Väinämöinen in der finnischen Mythologie. Väinämöinen war estnischen Gelehrten wahrscheinlich durch Garlieb Merkels Werk Die Vorzeit Lieflands (1798) bekannt geworden. Der Dichter Kristjan Jaak Peterson erwähnte, dass es in der estnischen Volksdichtung Hinweise auf einen Sängergott gebe, dessen Name allerdings nicht genannt würde, der aber Väinämöinen entsprechen könnte. 1822 griff Johann Heinrich Rosenplänter in der Zeitschrift Beiträge zur genauern Kentniß der ehstnischen Sprache diesen Gedanken auf, der auch von Kristfrid Ganander in seiner Mythologia Fennica vertreten wird.